# Seloignes
Seloignes (en wallon Slogne) est une section de la commune belge de Momignies, située en Wallonie dans la province de Hainaut.
C'était une commune à part entière avant la fusion des communes de 1977. Seloignes se trouve sur le territoire du Parc national de l'Entre-Sambre-et-Meuse (ESEM).

## Géographie

### Hydrographie
La localité est baignée par l'Oise et l'Eau blanche.

## Évolution démographique
- Sources : INS, Rem. : 1831 jusqu'en 1970 = recensements, 1976 = nombre d'habitants au 31 décembre.
- 1910: Scission de Forge-Philippe en 1903

## Histoire

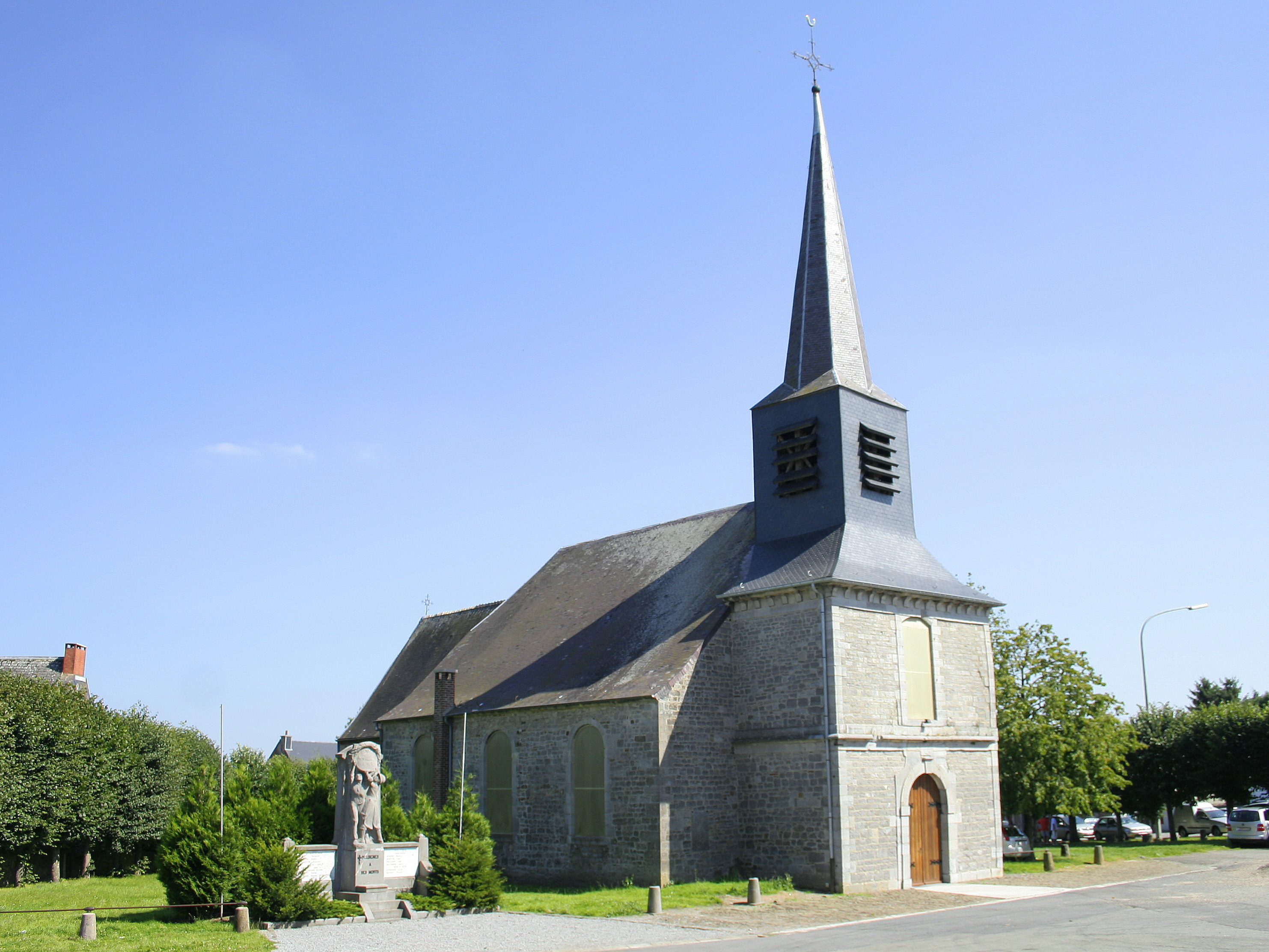
Seloignes, l'église datant de 1753.

En 1830, la commune comptait 950 habitants répartis dans 170 maisons. On dénombrait également 76 chevaux et 10 moulins, 459 bovins (?) et 43 veaux, ainsi que 18 porcs.
Il existait une fonderie de fer tandis que nombre d'habitants exerçaient des métiers relevant du bois.

## Patrimoine et culture locale

### Patrimoine architectural
- Eglise Saint-Nicolas. Edifice daté de 1753 en style classique[2].
- Ancien moulin à eau. Deux bâtiments en moellons de calcaire réglés, abritant l'un, l'habitation datée par des ancres de 1788 et l'autre la grange[3].
- L'ancienne maison communale, datée de 1877[4].
- Chapelle Saint-Roch. Chapelle en moellons datée du XVIIIe siècle[5].

### Culture

#### Cinéma
Certaines scènes du film Rien à déclarer, notamment celle du repas de Nouvel An, ont été tournées dans le village.